# Juan Piquer Simón
Juan Piquer Simón, né le 16 février 1935 à Valence (Espagne) et mort le 8 janvier 2011 dans la même ville), est un réalisateur et scénariste espagnol. Il avait plusieurs pseudonymes, comme Juan Piquer et Alfredo Casado, mais aussi J. Piquer, J. Piquer Simon, J.P. Simon ou encore Piquer Simón.

## Biographie
Juan Piquer Simón a vécu à Madrid où il a réalisé et produit des films d'exploitation pendant plus de 20 ans. Il possèdait son propre studio et a créé de nombreux effets spéciaux.
Il a grandi dans l'amour du cinéma américain. Il a travaillé avec des réalisateurs américains célèbres qui tournèrent dans les années 1960 en Espagne (voir Liste de films tournés à Almería) avant de devenir réalisateur lui-même.

## Filmographie
- 1964 : España violenta : Scénariste et réalisateur
- 1965 : Vida y paz : Scénariste et réalisateur
- 1970 : Las sepulcrales : Scénariste, sous le nom de Alfredo Casado
- 1971 : Una estoreta velleta : Scénariste, sous le nom de Alfredo Casado
- 1976 : Le Continent fantastique (Viaje al centro de la Tierra) : Scénariste, sous le nom de Juan Piquer, et réalisateur
- 1978 : Poupée de sang (Escalofrío), coréalisé avec Carlos Puerto
- 1979 : Supersonic Man : Scénariste et réalisateur
- 1980 : Au-delà de la terreur (Más allá del terror) : Scénariste, sous le nom de Alfredo Casado
- 1981 : Le Mystère de l'île aux monstres (es) (Misterio en la isla de los monstruos) : Scénariste (non crédité) et réalisateur
- 1982 : Les Diables de la mer (Los diablos del mar) : Scénariste et réalisateur
- 1982 : Le Sadique à la tronçonneuse (Mil gritos tiene la noche, titre québécois Pieces - Le sadique à la tronçonneuse) : Scénariste et réalisateur
- 1983 : L'Éclosion des monstres ou Visitor (Los nuevos extraterrestres) : Scénariste et réalisateur
- 1984 : Guerra sucia : Scénariste et réalisateur, sous le nom de Alfredo Casado
- 1988 : Mutations (Slugs, muerte viscosa) : Scénariste et réalisateur
- 1990 : Magie noire (La mansión de los Cthulhu) : Scénariste et réalisateur
- 1990 : L'Abîme (es) (La grieta) : Scénariste et réalisateur
- 1994 : La isla del diablo : Scénariste
- 1999 : El escarabajo de oro : Scénariste
- 1999 : la ciudad de oro : Réalisateur
- 1999 : Manoa, la ciudad de oro  : Scénariste
- 1999 : Manos a la obra (série télévisée) : Scénariste des épisodes Espántame ese fantasma, El cuerpazo del delito, Pim, Pam, Pum, ¡Traca! et Miss Barrio